# Сен-Жюльен-о-Буа
Сен-Жюлье́н-о-Буа́ (фр. Saint-Julien-aux-Bois, окс. Sent Julian al Bois) — коммуна во Франции, находится в регионе Лимузен. Департамент — Коррез. Входит в состав кантона Сен-Прива. Округ коммуны — Тюль.
Код INSEE коммуны — 19214.
Коммуна расположена приблизительно в 420 км к югу от Парижа, в 110 км юго-восточнее Лиможа, в 33 км к юго-востоку от Тюля.

## История
Во время Великой французской революции название коммуны было изменено на Жюльен-Кенса (фр. Julien-Quinsat).

## Население
Население коммуны на 2008 год составляло 481 человек.
| 1962 | 1968 | 1975 | 1982 | 1990 | 1999 | 2008 |
| ---- | ---- | ---- | ---- | ---- | ---- | ---- |
| 730  | 764  | 697  | 627  | 584  | 501  | 481  |

## Администрация
| Период | Период | Фамилия        | Партия | Примечания |
| ------ | ------ | -------------- | ------ | ---------- |
| 2001   | 2008   | Николь Барбай  |        |            |
| 2008   |        | Франсис Уртуль |        |            |

## Экономика

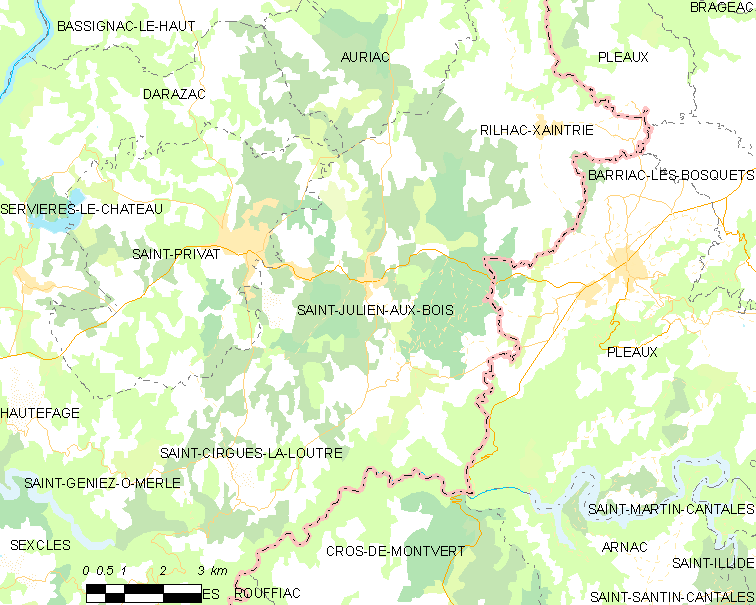
Карта коммуны

В 2007 году среди 272 человек в трудоспособном возрасте (15-64 лет) 187 были экономически активными, 85 — неактивными (показатель активности — 68,8 %, в 1999 году было 65,2 %). Из 187 активных работали 175 человек (96 мужчин и 79 женщин), безработных было 12 (6 мужчин и 6 женщин). Среди 85 неактивных 13 человек были учениками или студентами, 33 — пенсионерами, 39 были неактивными по другим причинам.